# Zwierciadło (literatura)
Zwierciadło (także źwierciadło lub speculum) – gatunek literacki, prozatorski lub wierszowany, sytuujący się w obrębie literatury parenetycznej, którego zadaniem była prezentacja obranego wzoru osobowego.
Zwierciadła propagowały odpowiednie dla każdego człowieka normy moralne bądź też wzory dobrego, uczciwego życia stosownego dla rycerza, ziemianina, dworzanina, króla, sekretarza lub posła. W utworze prezentowano kolejne cechy bohatera, składające się na całość jego osobowości, a mające być wzorem do naśladowania dla odbiorcy.
Forma literacka zwierciadła była dowolna – dominował jednak dramat lub dialog. Mimo pewnej elastyczności kompozycyjnej konstrukcja utworu zawsze była podporządkowana funkcji perswazyjnej.

## Dzieje gatunku w kulturze europejskiej
Pierwsze zwierciadła powstawały w starożytnej Grecji, a pierwszym twórcą tego typu utworów był Izokrates (V–IV w. p.n.e.), który prezentował modelowe sylwetki księcia i króla. W starożytnym Rzymie, podobnie jak w Bizancjum, wzbogacono repertuar wzorów osobowych. W wiekach średnich pojawił się nowy bohater, nieznany starożytności, a mianowicie dworzanin, który wraz ze wzorem króla wszedł na stałe do literatury parenetycznej. Z biegiem czasu określano również wzory senatora (conciliarus), urzędnika (magistratus) albo wojownika (miles). Szczególnym uznaniem cieszyło się obszerne zwierciadło Jana z Salisbury Policratius sive nugis curialium et vestigiis philosophorum (XII w.).
W okresie literatury renesansu, we Włoszech wzbogacono zestaw zagadnień poruszanych przy okazji konstruowania zwierciadła dworzanina: poza oczywistymi kwestiami moralnymi określano normy obyczajowe, towarzyskie, dawano nawet przepisy dotyczące stroju i szczegółów życia codziennego. Najwybitniejszymi zwierciadłami renesansowymi są: Niccolò Machiavellego Książę (powst. w latach 1512–1520), Baldassara Castiglioniego Il Cortegiano (1528) i Reinhardusa Lorichiusa Loci communes de institutione principum (1541).

## Zwierciadło w Polsce
Początkowo zwierciadło pojawiło się w piśmiennictwie staropolskim w formie przekładów i adaptacji tekstów obcych. Dość swobodnie operowano przykładami i dygresjami, modyfikowano także treść ideową prezentowanych wizerunków w zależności od kontekstu kulturowo–społecznego.
Najwybitniejszymi zwierciadłami staropolskimi są:
- Mikołaja Reja Źwierciadło albo kształt, w którym każdy stan snadnie się może swym sprawom jako we zwierciadle przypatrzyć (1567–1568), gdzie autor nawiązał bezpośrednio do tradycji zwierciadeł, aby zaprezentować ogólny ideał człowieka doskonałego moralnie we wszystkich sytuacjach życiowych. Natomiast wzór szlachcica (ziemianina) ukazał w części swojego Zwierciadła zatytułowanej Księgi żywota człowieka poczciwego, gdzie ogólny ideał został poddany polonizacji, tak aby ówczesny szlachecki czytelnik znalazł w nim swoje własne odbicie.

- Łukasza Górnickiego Dworzanin polski (1566) – swobodny przekład Il Cortegiano Castiglionego, w którym nastąpiła także polonizacja renesansowego wzoru. W toku swobodnej dysputy został zarysowany nie tylko ideał dworzanina, ale też analogiczny doń wizerunek "dwornej pani".